# Silvânia Aquino
Silvânia Ribeiro de Aquino Santos, mais conhecida como Silvânia Aquino (Aracaju, 11 de junho de 1973), é uma cantora brasileira de forró eletrônico, que integra os vocais da banda Calcinha Preta.

## Carreira
A primeira experiência de Silvânia Aquino como cantora foi aos 16 anos de idade na banda Estação da Luz, uma famosa banda baile de Sergipe. No forró, ganhou grande destaque na banda Raio da Silibrina, entre 1994 e 1998. Daí, tornou-se cantora e administradora da Banda Galope.
Em 2000, foi convidada por Gilton Andrade para integrar os vocais da Banda de forró sergipana Calcinha Preta, na qual se destacou nacionalmente, gravando várias músicas de sucessos de sua carreira.
Em 2016, ela deixa a banda Calcinha preta e passa a integrar o projeto Gigantes do Brasil, ao lado de Paulinha Abelha e Daniel Diau. permanecendo na banda por menos de um ano.
Em 2017, ao lado de sua companheira de palco Paulinha Abelha, formam a dupla "Silvânia & Paulinha".
Em julho de 2018, Silvânia anuncia o seu retorno a banda Calcinha Preta.

## Premiações
Em 2009, alcançou o auge ao ter a canção "Você Não Vale Nada", composição de Dorgival Dantas, interpretada em um dueto com Bell Oliver, na trilha sonora da da novela "Caminho das Índias", da Rede Globo. A música, tema da personagem Norminha, vivida por Dira Paes, foi um grande sucesso nacional, rendendo à banda o Prêmio Globo de Melhores do Ano de música do ano de 2009, o Prêmio Extra de Televisão de 2009 e o Troféu Imprensa de 2010

## Discografia

### Raio da Silibrina
- "Raio da Silibrina" (1994)
- "Vida Animal" (1995)
- "Cadê a Ordem?" (1997)

### Gigantes do Brasil
- "Volta" (2016)
- "CD/DVD Ao Vivo No Arraiá do Galinho Em Salvador/BA" (2016)
- "Promocional Ao Vivo Em Canindé de São Francisco/SE" (2016)

### Silvânia & Paulinha
- "Promocional" (2017)
- "Promocional - Ao Vivo Em Salvador/BA" (2017)
- "Ensaio Ao Vivo" (2018)